# 盧元卿
盧元卿，字調元，四川富順縣人。明末解元、政治人物。

## 生平
天啟七年（1627年）丁卯科四川鄉試第一名舉人，累官陝西寧夏道。李自成佔領陝西，盧元卿逃遁，自題詩曰：

生平志氣凌霄漢，自許惟憑忠孝心。
家國陸沈身板蕩，空拋血淚寄兒孫。
卒葬於隴徽。